# Affari pubblici
Affari pubblici è un termine generale che include le politiche pubbliche, così come la pubblica amministrazione, entrambe strettamente collegate ai campi delle scienze politiche e dell'economia.
Le discussioni concernenti gli affari pubblici sono generalmente e consciamente di parte, ed assumiamo che i partecipanti a tali dibattiti abbiano uno specifico punto di vista che cercano di portare avanti nella discussione.
Gli affari pubblici, d'altra parte, sostengono generalmente di non essere di parte. Si concentrano sui metodi della pubblica amministrazione, illustrati da esempi storici, e registrazioni dei risultati.
Gli affari pubblici possono essere definiti come "l'amministrazione dei rapporti istituzionali per averne un profitto" (Jeremy Kane, cofondatore dell'EPPA (Consiglieri pan-Europei per gli Affari Pubblici)).
L'attivismo sociale prevede l'azione e il commento popolari sugli affari pubblici.
Lista di argomenti correlati agli affari pubblici:
- stato, governo. forme di governo
  - repubblica
  - democrazia
  - monarchia
- sicurezza
  - crimine, giustizia
  - esercito
  - difesa civile, preparazione all'emergenza, protezione civile
- regolamentazione, deregolamentazione
  - sanità pubblica, inquinamento
  - politica industriale, politica degli investimenti, tasse
- Bilancio dello Stato
  - tassazione
  - socialismo
  - tecnocrazia
- gestione